# Luis Martínez Rosado
Luis Felipe Martínez Rosado (15 de diciembre de 1965) es un deportista puertorriqueño que compitió en judo. Ganó una medalla en los Juegos Panamericanos de 1991, y dos medallas en el Campeonato Panamericano de Judo en los años 1986 y 1988.

## Palmarés internacional
| Juegos Panamericanos    | Juegos Panamericanos     | Juegos Panamericanos | Juegos Panamericanos |
| Año                     | Lugar                    | Medalla              | Categoría            |
| ----------------------- | ------------------------ | -------------------- | -------------------- |
| 1991                    | La Habana (Cuba)         | Medalla de oro       | –56 kg               |
| Campeonato Panamericano |                          |                      |                      |
| Año                     | Lugar                    | Medalla              | Categoría            |
| 1986                    | Salinas (Puerto Rico)    | Medalla de plata     | –55 kg               |
| 1988                    | Buenos Aires (Argentina) | Medalla de oro       | –56 kg               |